# Movieland - The Hollywood Park
Movieland - The Hollywood Park, è un parco tematico italiano, situato nel comune di Lazise, in provincia di Verona. Il parco fa parte del polo d'intrattenimento Canevaworld, coprendo al 2024 una superficie di circa 100000 m².

## Storia
Il parco ha una storia molto recente rispetto ad altri parchi italiani. Esso infatti viene inaugurato nel 2002 per volontà della famiglia Amicabile, affiancandosi al già esistente Caneva World, un parco acquatico. La creazione del parco aveva l'obiettivo di ricreare le atmosfere dei parchi americani e di Hollywood. Inizialmente, Movieland offriva soprattutto spettacoli d’azione, con la partecipazione di veri stuntman e controfigure di attori famosi. Il primo spettacolo di questo genere, dedicato a Rambo, è ancora presente nel parco, sebbene con attori diversi nel ruolo del protagonista.
Il parco ha una mascotte ufficiale chiamata Movy, un alieno appassionato di cinema terrestre.

## Descrizione
Nel parco sono presenti numerose attrazioni con riferimenti al cinema. All'interno di ogni area sono presenti attrazioni, negozi e punti ristoro.

### Attrazioni
Al 2024, il parco ha 23 attrazioni operative, divise in tre categorie: family, adventure ed action.
| Nome attrazione                            | Caratteristiche e tema | Costruttore                 | Anno di costruzione                               |
| ------------------------------------------ | --- | --------------------------- | ------------------------------------------------- |
| Troncosaurus                               | Percorso su tronchi conosciuto fino al 2009 come X-Splash. | L&T Systems                 | 2003                                              |
| Oktopus                                    | Flat ride "piovra" conosciuta fino al 2009 come X-Spin. | CHA                         | 2003                                              |
| Panorama Tram                              | Si tratta di una monorotaia panoramica, alla scoperta dei backstage del Parco. Fino al 2019 era ispirata alla serie cinematografica Ritorno al Futuro, mentre l'attuale voce narrante del percorso è della mascotte Movy. |                             | 2003 (Back to the Backstage) 2020 (Panorama Tram) |
| Magma 2.1                                  | Percorso a bordo di camion guidati da veri stuntman attraverso la fabbrica abbandonata Magma in balia di un terremoto. L'attrazione è ispirata ai film catastrofici. |                             | 2003 (prima versione)                             |
| The Horror House presents: Holmes Hotel    | Walkthrough horror che si ispira all'albergo in cui il serial killer Henry Howard Holmes compì una serie di omicidi nella Chicago di fine '800. L'attrazione nasce in seguito al restyling della storica Horror House del parco. |                             | 2003 (prima versione) 2021 (restyling)            |
| K6 – The Royal Intelligence Agency         | L'attrazione è ispirata al film U-571 e simula l'affondamento di un sottomarino tedesco nella seconda guerra mondiale. L'attrazione consiste in un pre-show dove gli ospiti subiscono un attacco aereo mentre si trovano in un hangar militare; vengono quindi fatti scendere nel sottomarino, dove viene simulata la fase di immersione mentre bombe di profondità colpiscono l'U-Boot facendo riversare sugli ospiti copiose quantità d'acqua. L'attrazione è stata rinnovata nel 2025, con una nuova storia e un nuovo nome. La struttura del simulatore proviene dall'attrazione Asterline Saturno 7, operativa nel vicino parco Gardaland dal 1979 al 1987. |                             | 2006 (prima versione) 2025 (restyling)            |
| The Hollywood Action Tower                 | Free fall tower con una particolarità: alla fine della corsa il sedile non frena, ma scorre lungo dei binari che lo portano in posizione orizzontale. La storia è ispirata a quella della Tower of Terror dei parchi Disney, e di conseguenza alla serie Ai Confini della Realtà. Questa attrazione aprì originariamente come Daring Drop of Doom nel 1985 a Galaxyland (Alberta, Canada) ed è uno dei pochi modelli di 1st Generation Freefall ancora operativi. | Intamin AG                  | 2006                                              |
| Bront'o Ring                               | Montagne russe per bambini conosciute fino al 2009 come X-Smile. | DAL Amusement Rides Company | 2007                                              |
| Katapult                                   | Sfida di gavettoni conosciuto fino al 2009 come X-Ball. |                             | 2009                                              |
| Cooter's Rodeo                             | Calcinculo con tematizzazione ispirata alla serie Hazzard. |                             | 2009                                              |
| Route 66                                   | Riproduzioni di mini-auto americane che attraversano scenografie ispirate alle colline Hollywoodiane. |                             | 2009                                              |
| BC-10 Airlines                             | Una Pirate Ship (nave oscillante) ambientata nella preistoria. | Intamin                     | 2010                                              |
| The SuperJet                               | Percorso su motoscafi guidati da veri stuntman, basata sulla serie Supercar. |                             | 2013                                              |
| Diabolik Invertigo                         | Montagne russe della tipologia Invertigo, ovvero con treni sospesi nel vuoto che percorrono lo stesso tracciato in avanti e all'indietro, con una tematizzazione basata su una storia di Diabolik ideata appositamente per il parco. L'attrazione aprì originariamente nel 1999 a Six Flags America con il nome di Two Face: The Flip Side ed è uno dei tre modelli ancora operativi di questa tipologia. | Vekoma                      | 2015                                              |
| We Are Back - Kids from the future         | Si tratta di un cinema dinamico che combina proiezioni 3D, effetti speciali e attori dal vivo in una storia ispirata ai film della serie Ritorno al futuro. Sostituisce Android, attrazione interattiva basata sulla serie cinematografica Transformers. | Moviemex3D                  | 2017 (prima versione) 2024 (restyling)            |
| Fantasmik - Adventure in the Mistery House | Walkthrough horror pensato per i bambini, adiacente all'Holmes Hotel e sviluppato all'interno del Moviestar Café. |                             | 2017                                              |
| Pangea - The World of Dinosaurs            | Percorso a bordo di jeep pilotate dagli stessi visitatori su un terreno accidentato attraverso una giungla abitata da dinosauri animatronici, ispirata a Jurassic Park. |                             | 2018                                              |
| Kitt MiniJet                               | Percorso su motoscafi che possono essere guidati dai bambini. Considerata come la versione in scala ridotta della vicina Kitt SuperJet, presenta una tematizzazione in stile cartoon. |                             | 2019                                              |
| Bandido - The Magic Ride                   | Cinema dinamico con filmato in stile cartoon western. Fino al 2018, il cinema dinamico che ospita l'attrazione era occupato dal filmato di Police Academy, che simulava un addestramento per diventare dei veri poliziotti ispirato al franchise Scuola di Polizia. |                             | 2009 (prima versione) 2019 (restyling)            |
| Space Jumper                               | Attrazione per bambini con una serie di scivoli e giochi gonfiabili. Sostituisce Space Ranger, bumper car tematizzato in versione futuristica, con un sistema di gioco laser integrato nelle navicelle in cui siedono gli ospiti. |                             | 2021 (prima versione) 2024 (restyling)            |
| Space Mission Orbit                        | Combo-tower tematizzata in stile lancio spaziale. Gli ospiti provano accelerazioni fino a +4 G (in fase di lancio verso l'alto) e decelerazioni fino a -1 G (in fase di caduta libera verso il basso). L'attrazione aprì originariamente nel 2008 a Dixie Landin' (Louisiana, USA) con il nome di Hot Shot. | S&S                         | 2021                                              |
| Antares - Interstellar Space Lines         | Una vera e propria esplorazione in cui potrete provare non solo l'accelerazione 3g ma anche l'assenza di gravità. |                             | 2022                                              |
| Disaster - The Blockbuster Tour            | Un tour a bordo di bus attraverso i set dei blockbuster cinematografici. Ispirata al tour dei set cinematografici degli Universal Studios di Los Angeles. |                             | 2024                                              |